# 화랑호수
화랑호수는 경기도 안산시 단원구 초지동에 위치한 인공 호수이다. 

## 기본 정보
- 위치: 경기도 안산시 단원구 초지동
- 호수 주변 시설: 산책로, 자전거 도로, 운동 시설

## 특징
- 자연 경관: 사계절마다 변화하는 아름다운 경치를 제공하여, 특히 벚꽃 시즌이 유명하다.
- 다양한 활동: 호수 주변에는 산책로와 자전거 도로가 잘 마련되어 있어, 걷기나 자전거 타기를 즐길 수 있다.
- 문화 행사: 다양한 문화 행사나 축제가 자주 열리며, 시민들이 참여할 수 있다.